# Naturhistorische Briefe über Oestreich, Salzburg, Passau, und Berchetsgaden
Naturhistorische Briefe über Oestreich, Salzburg, Passau, und Berchetsgaden (abreviado Naturhist. Briefe Oestreich) es un libro con ilustraciones y descripciones botánicas que fue escrito por el jesuita y naturalista alemán Franz Paula von Schrank. Fue editado en Salzburgo en dos volúmenes en el año 1785.